# Fernando Martínez-Maíllo
Fernando Martínez-Maíllo Toribio, né le 28 septembre 1969 à Zamora, est un homme politique espagnol membre du Parti populaire (PP).
Il est élu député de la circonscription de Zamora lors des élections générales de décembre 2015 et désigné coordonnateur général du PP en février 2017.

## Biographie

### Profession
Il est licencié en droit de l'université de Salamanque et possède deux masters. Il exerce comme avocat entre 1993 et 2003.

### Carrière politique

#### Les débuts et l'ascension
Il obtient son premier mandat électoral à l'occasion des élections municipales du 13 juin 1999, en étant élu conseiller municipal de Zamora. Le maire Antonio Vázquez Jiménez lui confie alors le poste de conseiller aux Sports et de porte-parole adjoint du groupe municipal populaire.
Lors des élections législatives du 12 mars 2000, il se présente au Congrès des députés dans circonscription électorale de Zamora. Échouant à se faire élire, il devient tout de même député le 23 mai suivant, après la démission de José Folgado, et quitte son mandat municipal.
À la suite des élections locales du 25 mai 2003, il prend la présidence de la députation provinciale de Zamora. Renonçant à un nouveau mandat parlementaire à l'issue de la législature, il est élu en décembre 2004 président de la fédération provinciale du PP. Il devient porte-parole du parti à la Fédération espagnole des villes et des provinces (FEMP) après les élections locales du 27 mai 2007, puis vice-président de l'organisation après le scrutin du 22 mai 2011.

#### Cadre national du Parti populaire
Pour les élections municipales du 24 mai 2015, il se présente en tête de liste dans le village de Casaseca de las Chanas, dans la province de Zamora. Avec 44,6 % des suffrages exprimés, il remporte trois sièges sur les sept à pourvoir. L'absence d'accord entre la Gauche unie et le Parti socialiste ouvrier espagnol lui permet d'accéder au poste de maire le 13 juin suivant.
Le 18 juin, Fernando Martínez-Maíllo est nommé à 45 ans vice-secrétaire général du Parti populaire, chargé de l'Organisation et des Élections en remplacement de Carlos Floriano et dans le cadre d'un important remaniement de la direction du parti à la suite des échecs enregistrés aux élections locales de mai.
Aux élections législatives du 20 décembre 2015, il retrouve son mandat de député de Zamora. Il le conserve à la suite des élections législatives anticipées du 26 juin 2016. 

#### Numéro trois du PP
À l'occasion du XVIIIe congrès national du PP, il est désigné le 12 février 2017 coordonnateur général du parti, responsable des questions d'organisation et de stratégie électorale. Dans le nouvel organigramme concocté par Mariano Rajoy, il est considéré comme « numéro trois » derrière la secrétaire générale María Dolores de Cospedal, ministre de la Défense, dont il exercera de facto une grande partie des responsabilités. Il assume pleinement s'inspirer d'Ángel Acebes, titulaire du même poste entre 1996 et 1999, quand le secrétaire général Francisco Álvarez-Cascos était ministre de la Présidence.
En application des nouveaux statuts du PP qui prévoient une limitation au cumul des fonctions et des mandats, il annonce le 17 février suivant qu'il renonce à son poste de maire de Casaseca de las Chanas. Le 19 mars 2017, l'ancienne vice-présidente de la Junte de Castille-et-León Rosa Valdeón, ex-favorite pour la succession de Juan Vicente Herrera, l'accuse publiquement d'avoir transmis de fausses informations aux médias concernant un accident de la circulation qui l'a conduite à se mettre en retrait de la vie politique.
Soutien de Soraya Sáenz de Santamaría à l'occasion du 19e congrès du Parti populaire, il devient porte-parole parlementaire adjoint auprès de Dolors Montserrat après la victoire de Pablo Casado.

### Vie privée
Il est marié et père de deux filles.